# Alim Kieszokow
Alim Pszemachowicz Kieszokow (ros. Алим Пшемахович Кешоков, kabard. КІыщокъуэ Пщымахуэ и къуэ Алим, ur. 9 lipca?/22 lipca 1914 we wsi Szałuszka w Kabardo-Bałkarii, zm. 29 stycznia 2001 w Moskwie) – kabardyjski poeta, prozaik, działacz społeczny.

## Życiorys
Urodził się w rodzinie bezrolnego chłopa, który po rewolucji został pierwszym przewodniczącym wiejskiego komitetu rewolucyjnego, organizatorem kołchozu i dyrektorem szkoły. W 1926 ukończył dwuletnią szkołę wiejską założoną przez jego ojca, w 1931 szkołę rolniczą, a w 1935 Wydział Filologiczny Drugiego Północnokaukaskiego Instytutu Pedagogicznego we Władykaukazie, po ukończeniu którego został wykładowcą kabardyjskiego języka i literatury na obwodowych kursach nauczycielskich przygotowania nauczycieli szkół wiejskich. Wykładał również rosyjski język i literaturę na pedagogicznym rabfaku (fakultecie robotniczym), po czym został dyrektorem Naukowo-Badawczego Instytutu Kultury Narodowej. W latach 30. zaczął pisać wiersze, które zamieszczał początkowo na łamach lokalnego almanachu (1932), w 1933 wydał pierwszy zbiór wierszy w języku kabardyjskim. Od 1938 do 1940 odbywał służbę wojskową w rejonie Bobrujska, w 1939 został przyjęty do Związku Pisarzy ZSRR, a w 1941 do WKP(b). Po demobilizacji kierował Naukowo-Badawczym Instytutem Krajoznawstwa w Nalczyku, po ataku Niemiec na ZSRR ponownie został zmobilizowany do armii i skierowany na front, w lipcu 1942 brał udział w walkach nad Donem, a później pod Stalingradem, gdzie został ranny. Po wyleczeniu brał udział w dalszych walkach, m.in. w odbijaniu z rąk niemieckich Krymu, w walkach w krajach bałtyckich i w Prusach Wschodnich (w tym szturmie Królewca). W lipcu 1945 został zdemobilizowany i mianowany ludowym komisarzem oświaty Kabardyjskiej ASRR. Nadal pisał wiersze, tworzył po kabardyjsku i rosyjsku, wydał wiele zbiorów wierszy. Pisał również powieści, przyczyniając się do rozwoju kabardyjskiej literatury. Od 1948 do 1950 był sekretarzem obwodowego komitetu partyjnego, a po ukończeniu aspirantury w Instytucie Czerwonej Profesury w 1953 został wicepremierem Kabardyno-Bałkarskiej ASRR (do 1959), w 1959 objął prezesurę Zarządu Związku Pisarzy Kabardyno-Bałkarskiej ASRR, w 1971 został sekretarzem Zarządu Związku Pisarzy ZSRR. Był deputowanym do Rady Najwyższej ZSRR (1966-1974). Wchodził w skład Prezydium Radzieckiego Komitetu Solidarności Krajów Azji i Afryki i Radzieckiego Komitetu Kontaktów z Pisarzami Azji i Afryki. Był członkiem wielu wszechzwiązkowych i międzynarodowych towarzystw literackich, reprezentował literaturę narodów ZSRR na wielu międzynarodowych forach działaczy kultury. W 1986 przeszedł na emeryturę. Jego imieniem nazwano ulicę w Nalczyku.

## Odznaczenia i nagrody
- Złoty Medal „Sierp i Młot” Bohatera Pracy Socjalistycznej (11 czerwca 1990)
- Order Lenina (dwukrotnie, 1984 i 1990)
- Order Rewolucji Październikowej (1974)
- Order Czerwonego Sztandaru Pracy (trzykrotnie)
- Order Przyjaźni Narodów
- Order Wojny Ojczyźnianej I klasy
- Order „Znak Honoru”
- Nagroda im. Szołochowa (1973)
- Nagroda Państwowa RFSRR im. Gorkiego (1969)

I medale ZSRR oraz ordery polskie i północnokoreańskie.